# Perge
Perge nebo také Perga bylo bohaté řecké město v Anatolii a hlavní město Pamfýlie. Jeho zříceniny leží asi 15 km SV od Antalye v jižním Turecku. Je zde stará akropole, zbytky městských hradeb, divadla, lázní a chrámů. Z Perge pocházel slavný geometr Apollónios z Pergy a město navštívil apoštol Pavel z Tarsu.

## Historie
Ve 12. století př. n. l. krajinu osídlili Řekové ze severní Anatolie, Perge bylo založeno kolem roku 1000 př. n. l. asi 20 km od pobřeží, aby bylo chráněno před piráty. Roku 546 př. n. l. dobyli Perge achaimenovští Peršané a roku 333 př. n. l. vojsko Alexandra Velikého, jehož sami občané vítali. Za pozdějších Seleukovců se zde narodil matematik Apollónios z Pergy (asi 262 – 190 př. n. l.), žák Aristotelův, který napsal osm knih o kuželosečkách. Roku 188 př. n. l. město dobyli Římané a z římské doby pochází většina dochovaných památek. Podle biblické knihy Skutků navštívil Pavel z Tarsu s Barnabášem Perge na své první misijní cestě (Sk 13, 13 (Kral, ČEP); Sk 14, 25 (Kral, ČEP)). Město pak bylo biskupstvím až do 11. století, kdy je zastínila blízká Antalye.

## Pamětihodnosti
Perge je vyhledávaný turistický cíl, protože jeho zříceniny podávají dobrý obraz pozdně římského města. Zachovaly se zde zbytky hradeb a bran, dvoje lázně, dvě basiliky, zbytky divadla za hradbami a celek městského centra s agorou, sloupořadím a chrámy. Bohaté nálezy soch a plastik, hlavně z římské doby, jsou dnes v muzeu v Antalyi.

## Galerie

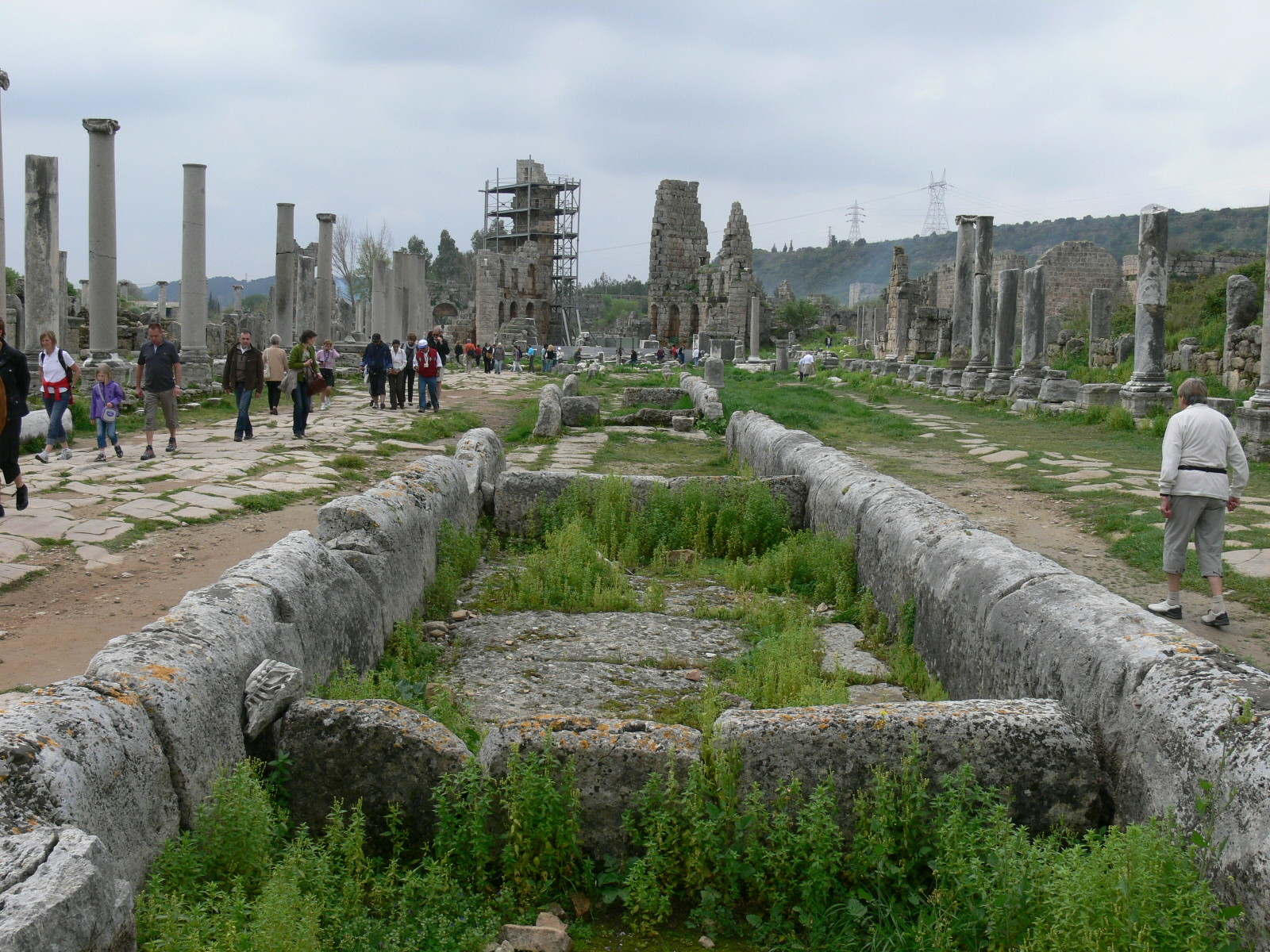
Střední kanál s bránou v pozadí
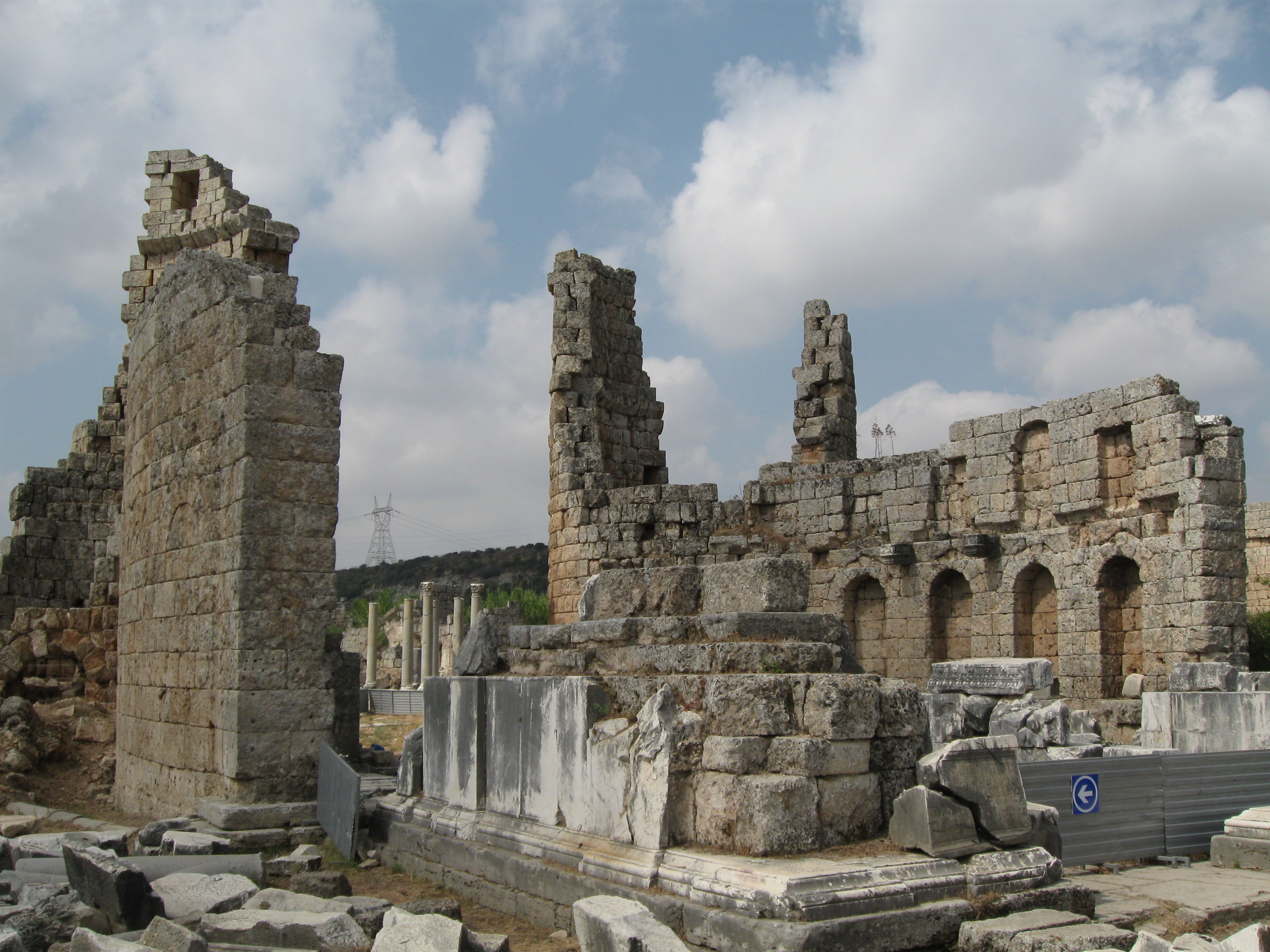
Helénistická městská brána
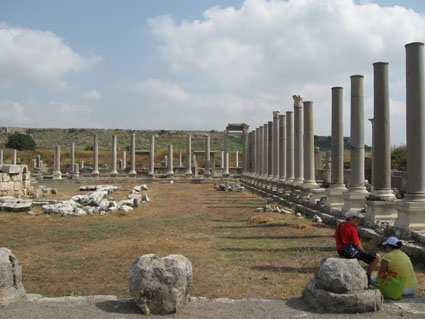
Agora v Perge
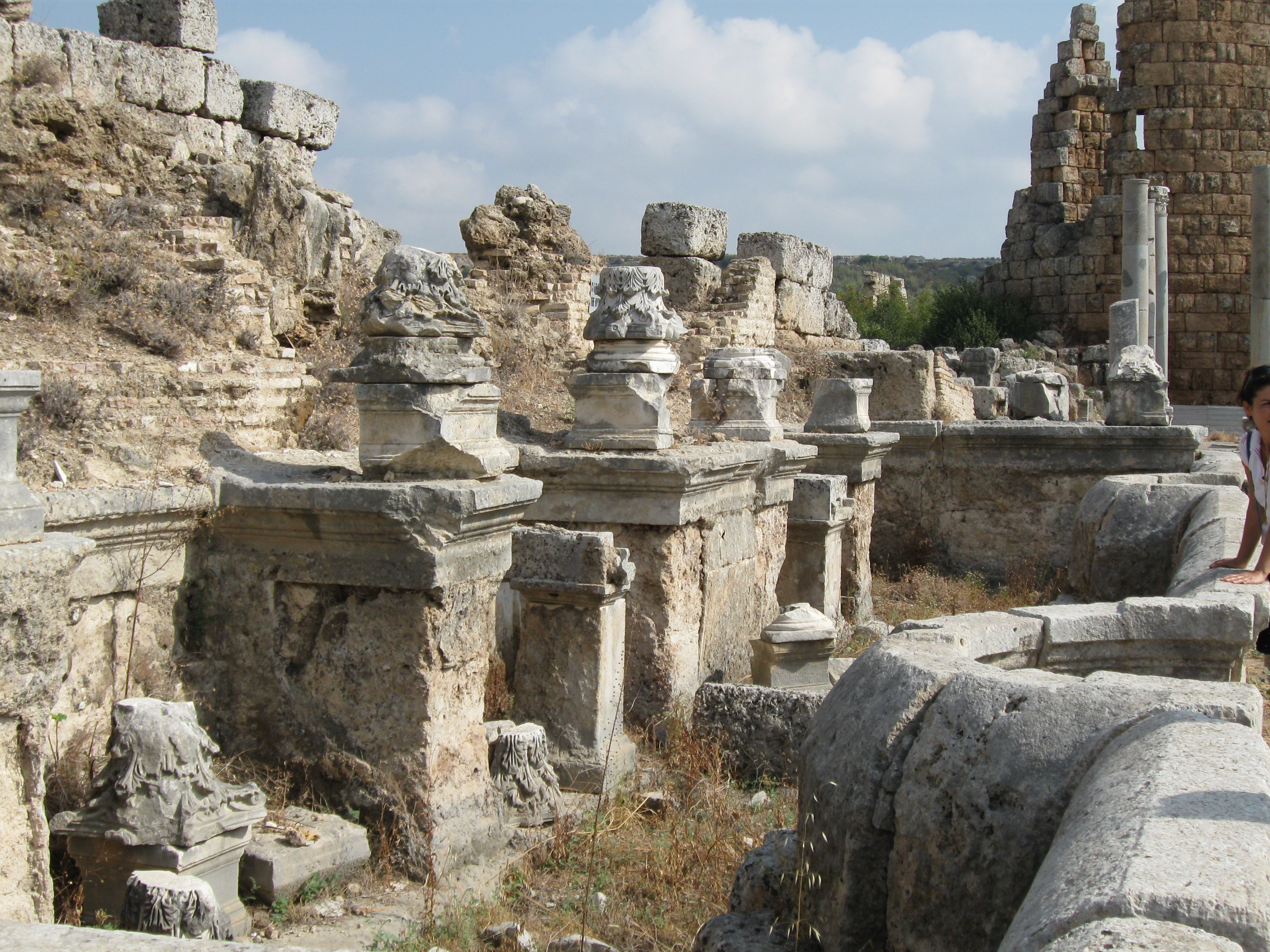
Fontána v Perge
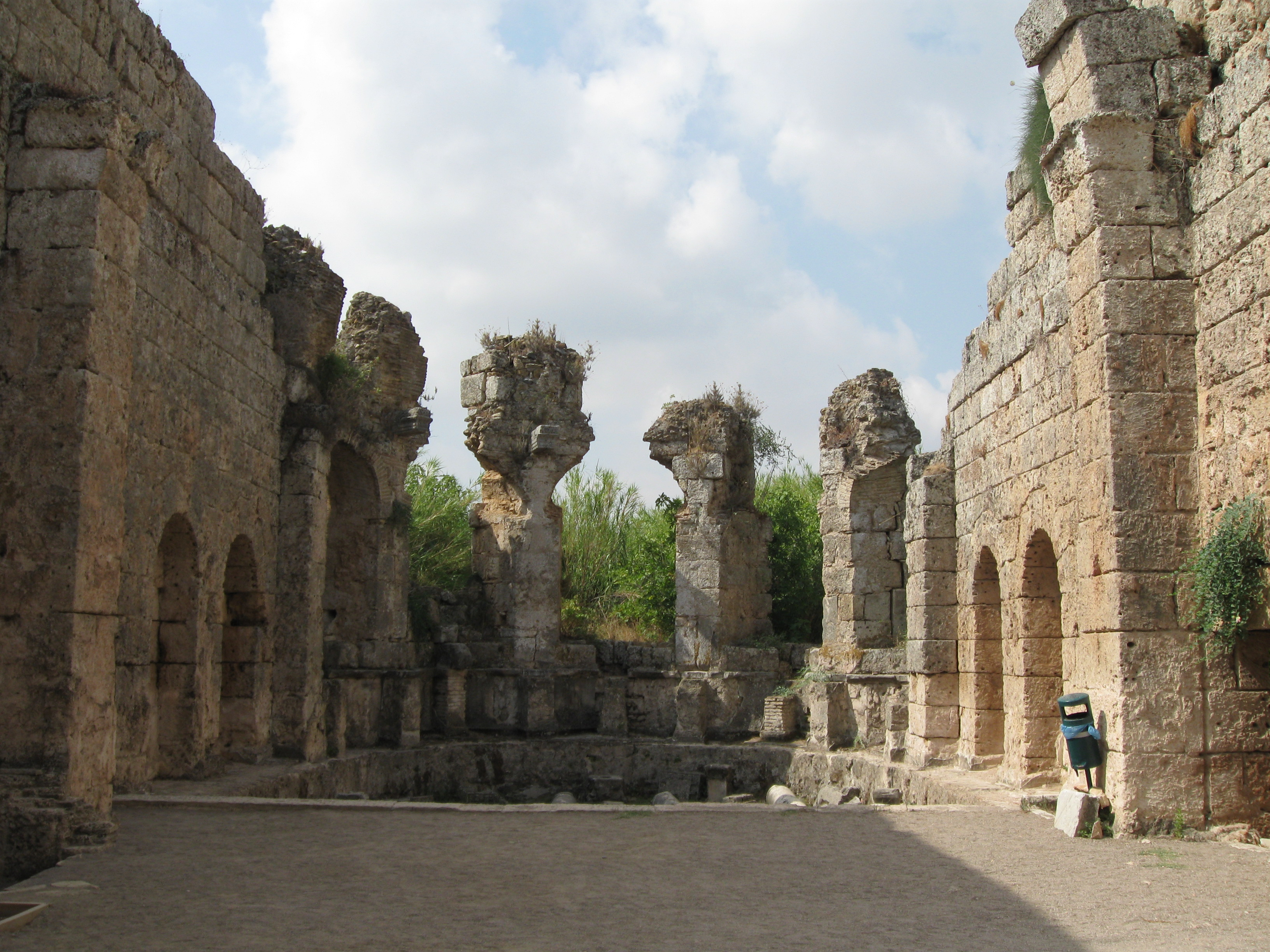
Lázně, frigidarium
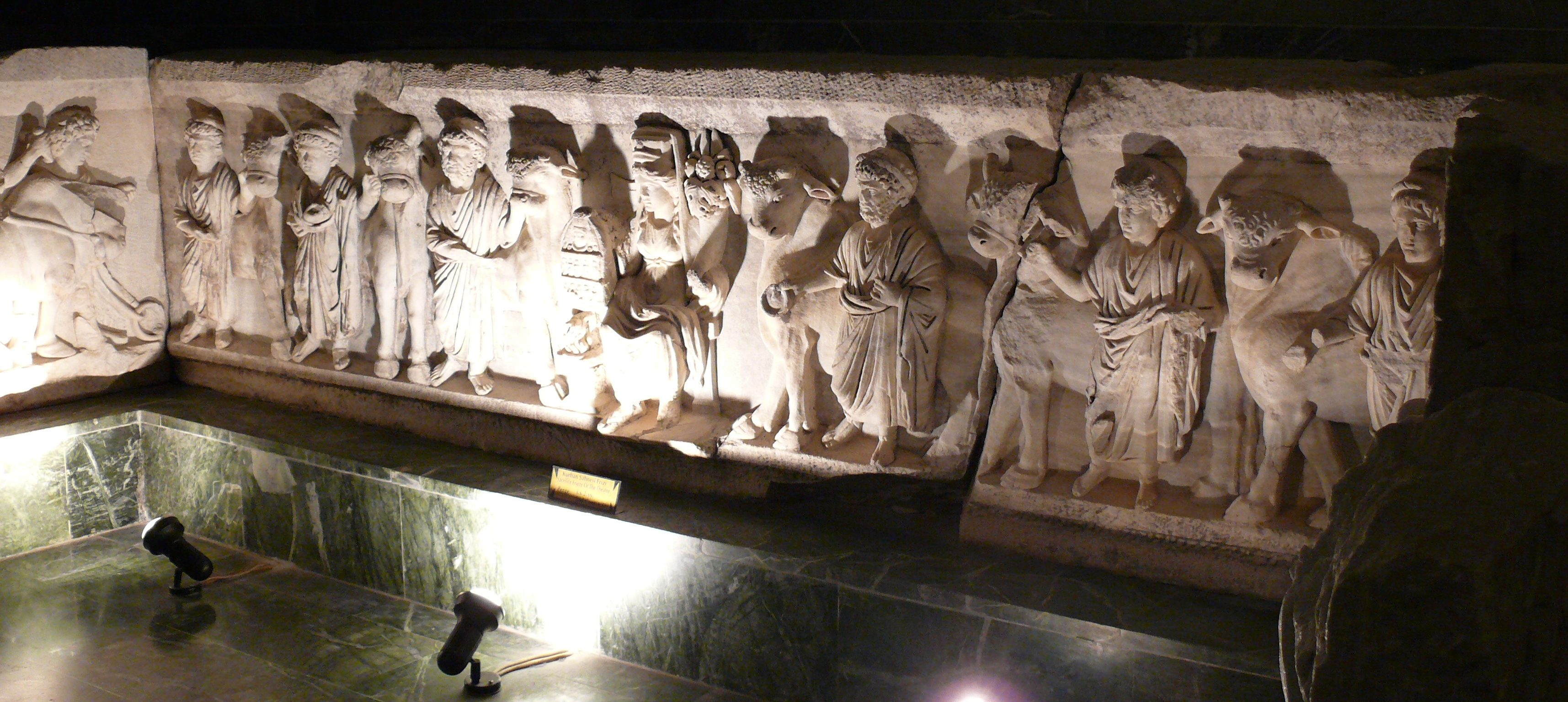
Římsa z divadla v Perge (muzeum v Antalyi)